# Wali

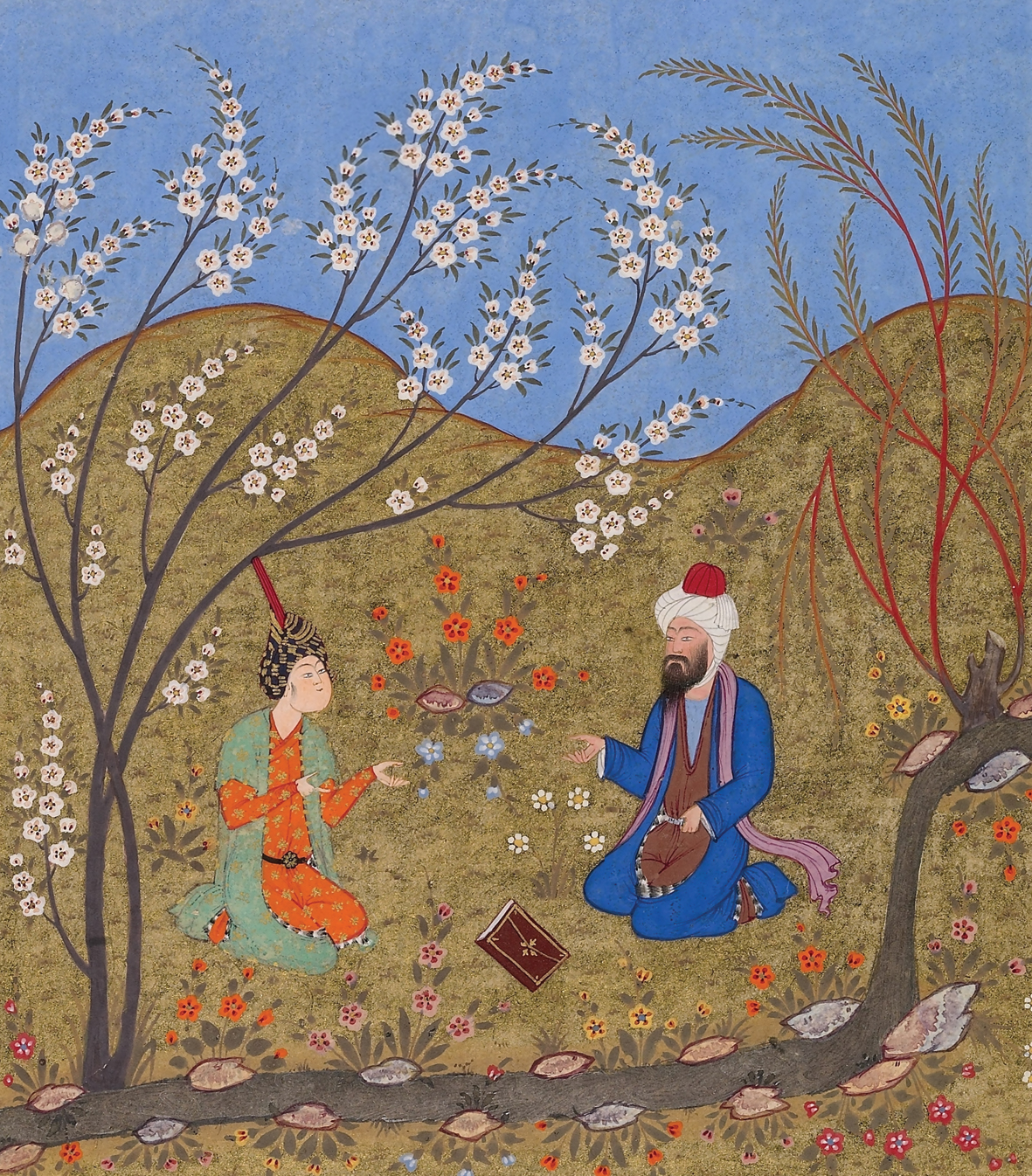
O miniatură persană reprezentând sfântul medieval și mystic Ahmad Ghazali (d. 1123), fratele celebrului al-Ghazali (d. 1111), vorbind cu un discipol, din "Întâlnirile îndrăgostiților" (1552).

Walī (Arabă: ولي‎, plural ʾawliyāʾ أولياء), este un cuvânt arab cu semnificația de "custode", "protector", "ajutător", ”gardian”, ”oblăduitor”, etc. "Wali" este cineva care posedă "walaya" (autoritate sau protectorat) asupra altcuiva (persoană, comunitate, teritoriu, etc.). De exemplu, în fiqh (jurisprudența islamică), un tată este wali pentru copiii săi. Cuvântul wali deține o importanță specială în viața spirituală islamică și este folosit cu diferite înțelesuri, care sunt relaționate cu funcțiile sale diferite, ce includ: ”rudă apropiată, prieten, ajutor, protector, gardian, patron, sfânt”. 
În islam, fraza ولي الله walīyu l-Lāh poate fi folosită pentru a desemna pe cineva investit cu autoritate divină. Coranul arată în sura 5, Masa (Al-Mâ’idah):
إِنَّمَا وَلِيُّكُمُ اللّهُ وَرَسُولُهُ وَالَّذِينَ آمَنُواْ الَّذِينَ يُقِيمُونَ الصَّلاَةَ وَيُؤْتُونَ الزَّكَاةَ وَهُمْ رَاكِعُونَ - ”Oblăduitorii voștri sunt Dumnezeu și trimisul Său, precum și cei care cred săvârșindu-și rugăciunea, dând milostenie, îngenunchind” (Coran, 5:55).
Oricum, înțelesul comun spiritual este de om sfânt. [3] În limba turcă este veli.  În Palestina, cuvântul wali înseamnă concomitent om sfânt și mormânt, sau mausoleu al unui om sfânt. Aceasta este reflectat în literatura occidentală din secolul XIX și începutul secolului XX, unde cuvântul este scris ca  "wali", "weli", "welli" etc. in limba engleză și "oualy" în limba franceză.
Nu trebuie confundat cu wāli (والي) care este un titlu administrativ, ce înseamnă magistrat sau guvernator și este folosit și în zilele noastre în țările musulmane.

## Walica tutore a unei femei în casătorie
În concordanță cu legea islamică, (shari'a) o femeie are nevoie de un wali, un tutore, pentru a se căsători, de vreme ce contractul matrimonial (عقد القران ʻaqd al-qirān) este semnat de către tutorele său (wali) și mire. În mod normal tatăl sau bunicul său paternal este al său wali. Pe cale de consecință, tatăl sau bunicul paternal joacă rolul de wali mujbir (ولي مجبر) și ar putea hotărî ca femeia să se căsătorească în pofida voinței sale (școlile juridice islamice arată că această situație poate fi revocată în momentul în care femeia ajunge la vârsta potrvită pentru căsătorie, pubertatea). În toate cazurile, tăcerea femeii se consideră consimțământ. Dacă tatăl și bunicul sunt decedați, o altă rudă, musulman, de sex masculin, poate juca rolul de wali (wali mukhtar) - acesta are nevoie de consimțământul femeii. Dacă nu există o asemenea rudă, judecătorul (qāḍī) poate juca rolul wali. Există doar puține excepții de la această regulă, de exemplu în școala juridică Hanefită, o femeie poate în anumite circumstanțe să se căsătorească fără wali, dacă nu este vorba de prima căsătorie.

## Walica tutore al unui musulman nearab
Mawali sau mawālá (Arabă: موالي‎) este un termen utilizat în vechime, în timpul Califatului Umayyad (c. 661-750 e.n./41–132 d.h.) pentru desemnarea ne-arabilor (persani, africani, turci, kurzi, etc) convertiți la islam. Influxul remarcabil al acestora a creat o mare dificultate legată de incorporarea lor în societatea tribală arabă. Soluția a fost atunci dată de un contract de tutoriat (wala'), prin care ne-arabii primeau un tutore arab (wali).

## Walica mijlocitor al autorității divine

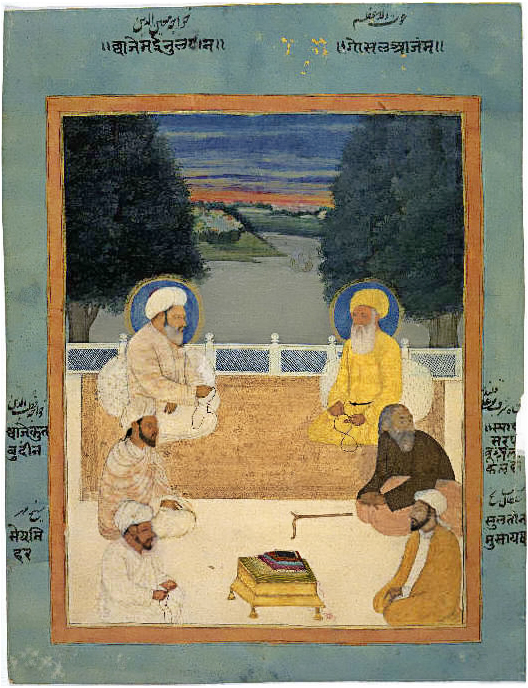
Maeștri sufi

Mawlâ (Arabă: مولی) este un termen derivat care arată proximitate, mijlocire, a avea putere asupra ceva. Istorc, cuvantul mawla a fost interpretat ca desemnând diverse impostaze: maestru, protector, suporter.
Un mawla este cineva care are o mai mare autoritate (spirituală) asupra credincioșilor decât o au ei asupra lor înșiși. Poate însemna o persoană elevată, un maestru (vezi și sintagma mawlana - ”maestrul nostru”, ”stăpânul nostru”). A intrat în multe limbi ca un cuvânt de împrumut: de exemplu în persană, ca mullah. În Maghreb și Andalusia (mawlay, moulay) se poate referi la descendenții lui Muhammad.
Totuși, Dumnezeu rămâne autoritatea supremă: Coranul arată în sura 47 (Muhammad): ”Și aceasta, căci Dumnezeu este Oblăduitorul celor care cred, iar tăgăduitorii nu au nici un oblăduitor.” (Coran, 47:11)

## Walica prieten al Lui Dumnezeu
Unul dintre înțelesurile cuvântului wali care a suscitat interes în exegeza coranică și apoi în proiectarea sensului în diverși indivizi sau comunități, a fost cel de ”prieten”.
Într-unul dintre hadith-urile sacre (qudsi -în care cel care vorbește este însuși Dumnezeu prin gura Profetului Muhammad), relatate de către Abu Huraira:
Mesagerul lui Dumnezeu a spus: “Dumnezeu Atotputernicul a spus, ‘Oricine are o neînțelegere cu un prieten (wali) al Meu, îi declar război. Supusul Meu nu se apropie de Mine cu nimic mai iubit de către Mine decât îndatoririle religioase pe care i le-am impus; și supusul Meu continuă să se apropie de Mine cu muncă și mai multă ca să îl iubesc; Și atunci când îl iubesc, Eu îi sunt auzul cu care aude, vederea cu care vede, mâna sa cu care lovește, și piciorul cu care pășește. Când Îmi cere, ii voi da cu siguranță; și când Îmi cere adăpost, îi voi da așișderea.
Acest hadith, coroborat cu (Coran, 5:55), aduce pe wali într-o dublă ipostază: înseamnă prietenul Lui Dumnezeu, dar care poate avea și calitatea de oblăduitor (protector), conducător al destinelor comunității. În acest fel, prietenul Lui Dumnezeu devine un model, prin care înțelepciunea divină se poate pogorî nealterat în comunitatea umană, prin care Legea poate fi protejată.
Prietenii lui Dumnezeu ('awliya' Allāhi) nu vor cunoaște teamă și nu vor fi mâhniți. -cei care cred în Dumnezeu și se tem de El- și vor avea bunăvestirea în Viața de Acum și în Viața de Apoi. Nici o schimbare nu este în Cuvintele lui Dumnezeu. Aceasta este fericirea cea mare. (Coran 10:62-64)
Cei care sunt dedicați contemplației, au carisma de a fi conducători spirituali ai comunității lor.

### Waliîn Sufism

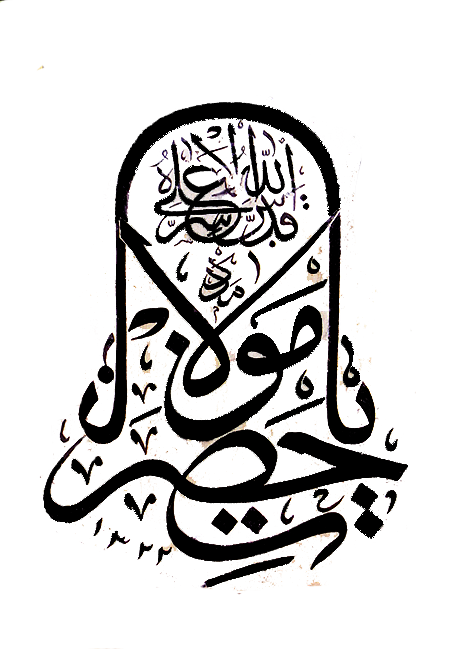
Caligrafie sufi

În tradiția sufi, awliya' (pluralul lui wali)  Allāhi începe în secolul VIII să fie un nume pe care practicanții și-l atribuie, fără însă a-și aroga vreo autoritate spirituală pentru ei înșiși. Totuși, în legătură cu (Coran, 5:55), asceticii au presupus că ei sunt cei la care se referă textul. În această perioadă a începuturilor sufismului, sintagma awliyii' Allah trece în walfyu Allah,  apoi în simplul wali. Cu aceasta, treptat, ”fiind recipientul protectoratului special divin, wali devine adjunctul venerat însărcinat cu protecția credincioșilor” și apare o relație de tip maestru-discipol în care maestrul (pir, sheykh, imam (la șiiți) etc.), considerat cu o anumita realizare spirituală și stare de sfințenie, devine un canal de transmitere autorizat (mawlâ). ”Ascetul nu ajunge la Dumnezeu decât prin intermediul gnosticilor, titulari ai unei permisiuni speciale de inițiere” spune Ahmad al-Tijani, fondator al Ordinului Tijaniyya, care a apărut la sfârșitul secolului XVII în Africa de Nord, continuator al liniilor clasice derivate din al-Ghazali si Ibn Arabi.
Misticul sunni Muhammad ibn `Ali al-Ḥakīm at-Tirmidhi spune ”precum nubuwwa (profeția), walaya (protectoratul) este un legământ ('aqd) cu Dumnezeu [...] Dar [...] este un dar divin și nu un drept pe care credinciosul îl câștigă prin propriile strădanii.”. Misticul 'Ali ibn 'Uthman al-Hujwiri adaugă: ”Acești sfinți nu sunt ma'sum (fără de păcat), deoarece infailibilitatea este doar a profeților, totuși ei sunt mahfuz (protejați) de orice rău care implică negarea sfințeniei lor.” Ahmad al-Tijani continuă ideea: ”Sfântul printre ai săi este comparabil cu Profetul în comunitatea sa; a-l urma înseamnă a-l urma pe Profet”
Al-Tirmidhi, în Khatm al-Awliya (”Sigiliul protectorilor”, sau ”Calea protectorilor” - cum mai este cunoscută) a afirmat faptul că awliya'  sunt cei cărora Dumnezeu le-a delegat ghidarea credincioșilor. În fapt, ierarhia spirituală descrisă de al-Tirmidhi este mult mai complexă, având 7 nivele. Nivelul de jos are 4000 de membri numiți maktumim (cei ascunși), deoarece caracteristica de a fi awliyii' nu este cunoscută nici măcar de ei. Al doilea nivel are 300 de membri, numiți akhydr (cei binevoitori). Al treilea nivel are 40 de awliyii' numiți abdiil (înlocuitori), al patrulea - 7 numiți abriir (cei îndatoritori), al cincilea - 4 numiți awtiid (stâlpi), al șaselea are 4 numiți nuqaba' (comandanți, lideri). Al șaptelea nivel este ocupat de către qutb (pilonul central, axul), care este deținătorul celei mai mari autorități spirituale în cadrul awliya '. Fiind sursa fundamentală a grației divine către omenire, el este numit și al-ghawth (salvatorul).
În conformitate cu tradiția sufi, cel mai frecvent, starea de realizare divină a awliyii' rămâne ascunsă credincioșilor obișnuiți. Doar cine ajunge la un anumit grad de purificare lăuntrică poate recunoaște un waIi. 'Ali ibn 'Uthman al-Hujwiri precizează: ”walaya este unul dintre secretele divine”, și doar un wali poate cunoaște identitatea unui alt wali.

### Waliîn Șiism

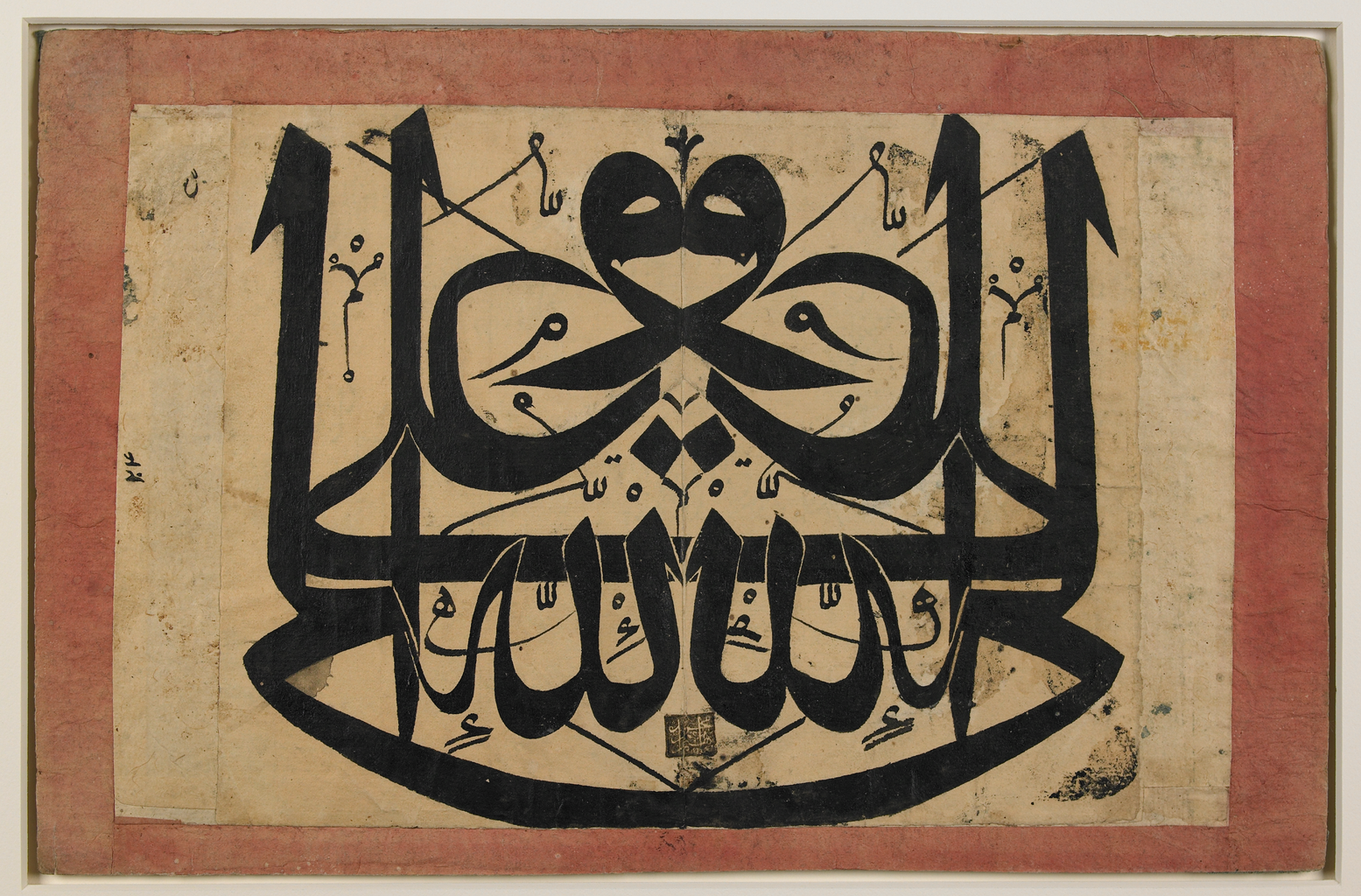
'Ali wali Allah, caligrafie șiită

Versetul coranic 42:23 - ”Aceasta este bunăvestirea pe care o dă Dumnezeu robilor Săi care cred și săvârșesc fapte bune! Spune: “Eu nu vă cer vouă răsplată pentru aceasta, ci numai iubirea celor apropiați (subl.n.). Celui ce face un bine, Noi îi sporim binele.” Dumnezeu este Iertător, Mulțumitor.”, coroborat cu hadith-ul referitor la oprirea de la Ghadir Kumm, când Profetul Muhammad a spus:  'O popor, Dumnezeu este Domnul meu, iar eu sunt domnul celor credincioși. Sunt mai vrednic de credincioși decât ei de ei înșiși. Oricui am fost stăpân (mawlā), Ali să-i fie stăpân” (man kuntu mawlāhu fa-ʿAlī mawlāh) a condus (pe șiiți) la ideea că Ali este succesorul spiritual de drept, Ali este wali. Versetul coranic 5:55 citat mai sus este văzut, de asemenea, de către Muhammad ibn Jarir al-Tabari, Al-Zamakhshari and Fakhr ad-Din ar-Razi ca indicându-l pe Ali.
Conceptul 'awliya' Allāhi, la șiiți, este restrâns doar la linia imamică (Ahl al-Bayt). 

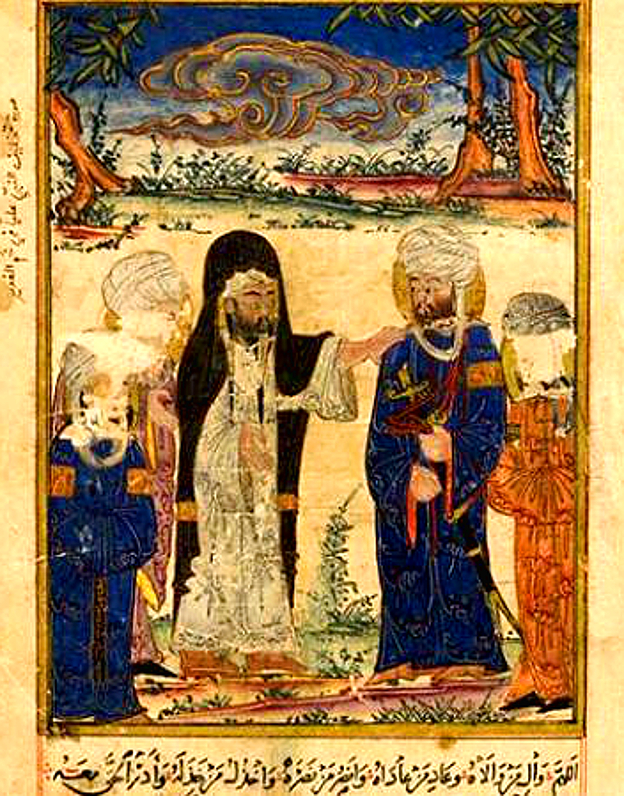
Investitura lui Ali în Codex-ul Edinburgh (pictură ilkhanidă)

Conducerea spirituală (wilaya) implică transformarea potențialelor în acțiune și îi face pe credincioși să ajungă la o apropiere de Dumnezeu, de aceea (în viziunea șiită) există o dovadă în fiecare epocă. Wali posedă o anumită putere creativă asupra lumii și oamenilor. Henry Corbin arată că walaya este fundația profeției și misiunea mesagerului și ține de dimensiunea esoterică a realității profetice. Abu al-Hasan Sharif Isfahani, student al lui Muhammad Baqir Majlisi(al cincilea imam duodeciman), bazându-se pe interpretarea mai multor hadith-uri spune: "walaya este înțelesul interior, esoteric, ascuns (batin) al revelației coranice. Mulla Sadra (Ṣadr ad-Dīn Muḥammad Shīrāzī) declară că descendenții genealogici ai Profetului Muhammad și moștenitorii săi spirituali sunt awliya. Maria Massi Dakake descrie walaya ca o moștenire spirituală, cunoaștere esoterică, pe care imamii o primesc de la profeți, ceea ce exprimă autoritatea spirituală și politică a ahl al-Bayt. Muhammad Husayn Tabataba'i vede walaya ca dimensiunea esoterică a imamatului și aceasta nu înseamnă doar să îi conducă pe credincioși, ci să le transmită Adevărul.